# Rom (spritdryck)
Rom är en destillerad spritdryck som görs av jäst sockerrörssaft eller av melass från sockerrör. Rom är världens vanligaste sprittyp och härstammar i sin moderna form från Västindien.

## Framställning av rom

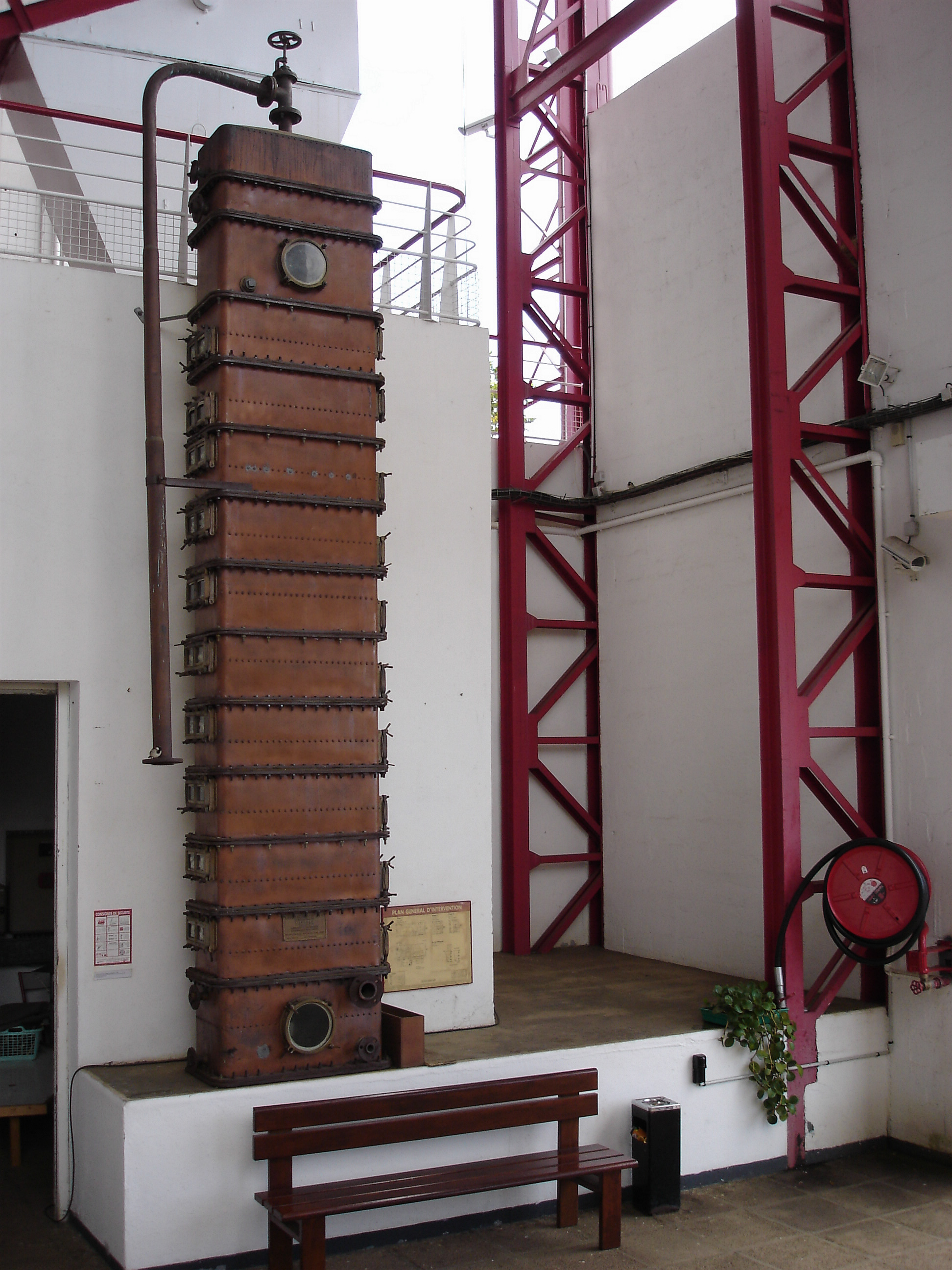
Kolonndestillator.

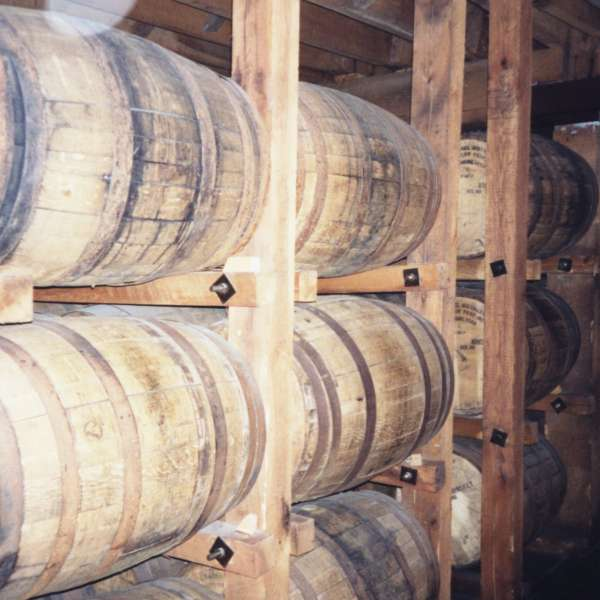
Svedda ekfat, här använt för Whiskey, men de används på samma sätt för rom, då mest mörk.

Rom tillverkas av sockerrör. Antingen av sockerrörssaft eller av melass, vilket är en restprodukt vid sockerframställning. Till största delen kolonndestilleras rom. Ett annat sätt att destillera är i en enkelpanna, (pot still), vilket ofta ger en kraftigare smakupplevelse då mer smaker och ämnen finns kvar i slutprodukten. Rom delas vanligen upp i tre olika kulturellt betingade stilar; fransk, brittisk och spansk. Färsk saft som pressas ur sockerrör används mest i den rom som ofta klassas som "fransk stil". Exempel på länder som producerar denna rom är Haiti och Martinique. Här används kolonnpanna för framställning och rommen ibland lagras lagras på fat men även buteljeras som olagrad. I den "Brittiska stilen" används oftast melass (av sockerrör) och destillationen sker antingen i en enkelpanna eller en kolonnpanna. Det är inte ovanligt att destillerierna blandar rom från de olika destillationsmetoderna för att skapa en balans av smakerna. Lagring sker oftast på bourbonfat. I den "Spanska stilen" används oftast melass och destillationen sker oftast på kolonnpanna till en ganska hög alkoholhalt för att få en så len rom som möjligt samtidigt som man förlorar mycket av råvarukaraktären. Melass är som nämnt en restprodukt från sockerproduktion och innehåller en stor mängd socker men även betydande mängder mineraler och andra spårämnen, vilka kan ha betydelse för den slutgiltiga smaken. Det finns ett begrepp som kallas "honey" vilket vanligen refererar till sockerrörsirap, exempelvis från Venezuela. Grundläggande vid all spritproduktion är fermentation av råvaran som innehåller sockerarter och den jäst som antingen tillsätts eller naturligt bildas. Längre fermentation ger mer smaker. Den längsta fermentationen sker oftast vid mindre hantverksdestillerier i den brittiska eller franska stilen och kallas oftast för "hög ester rom". Kortast är fermenteringsperioden generellt i den "Spanska stilen" där traditionen är att göra en lättare stil av rom. 

### Fermentering
Innan melassen transporteras till destillationsfabrikerna blandas den omsorgsfullt och väl framme renas och steriliseras den för att sedan spädas ut med kemiskt renat vatten till en blandning som kallas bitación. Till denna blandning tillsätter man antingen odlad jäst eller vild jäst. De flesta producenter använder odlad jäst för att garantera en jämn smak på slutresultatet. 
Även jästen ska ha inverkan på smaken, snabbverkande jäst används mest av tillverkare av ljus rom och ger mer mild smak medan mer långsamt verkande jäst ger en fylligare smak. Sedan fermenteras blandningen i minst 24 timmar för snabbverkande jäst, upp till flera veckor för den mer långsamma.

### Destillering
Eftersom rom inte har någon reglerad produktionsmetod kan den destilleras på olika sätt. Den störst volymen av rom kolonndestilleras eftersom detta är en mycket effektiv metod jämfört med den mer traditionella destillationen i enkelpanna. Enkelpanna ger den egenskapen att den skapar fler smakämnen till rommen och ger därför en mer koncentrerad smak. Efter destillationen är rommen en klar vätska på en styrka från ca 60% upp till 96% alkoholhalt. Trots att rom tillverkas på sockerrör finns det efter destillationen, precis som i all annan sprit ingen restockerhalt, det vill säga 0 g socker per liter.

### Lagring
Efter destilleringen tappas rommen på fat för att lagras. Ljusare rom kan även tappas i tankar av rostfritt stål, vilket ger en mildare smak. De fat som används är i huvudsak bourbon. Vissa tillverkare har även en mix av olika fat i sin produktion. Träslaget är ofta Amerikanska vitek. Under lagringen kontrolleras temperatur och luftfuktighet noggrant och kontinuerligt. Även tunnorna inspekteras och bedöms regelbundet. De flesta länder kräver att rommen ska vara lagrad i minst ett år. Beroende på hur rommästaren, (masterblender) vill ha sin slutprodukt lagras rommen olika i tid, men hänsyn måste tas till en lång lista av faktorer för att nå färdig produkt. 
På grund av det tropiska klimatet i Västindien sker avdunstningen, den så kallade "Angel's share", snabbare än i mer tempererade länder, som till exempel Skottland och Frankrike. Där är avdunstningen cirka 1-2 % per år medan man i Karibien kan få upp till 10 % avdunstning. Lagrad rom säljs mest på export från de Karibiska öarna, lokalt dricks ofta rom som är olagrad eller lagrad upp till ca 5 år. I Europa har vi haft stort inflytande av whisky och Cognac vilket lagras längre tider på grund av det svalare klimatet. Därför söker europeiska och amerikanska konsumenter oftast efter rom lagrad lite längre tid ca 10-15 år. I EU måste all åldersangivelse på en flaska tex. 5 yo ange den yngsta komponenten i flaskan. Det gör att många framförallt sydamerikanska romproducenter vilka ofta använder ett omvänt regelverk har siffror som indikerar åldrar på 18-25 år vilket dock är missvisande eftersom en mycket liten del skulle kunna tänkas ha en så pass hög ålder eftersom efter drygt 10 år har 50% av rommen avdunstat ur faten.  

## Varianter
Det är svårt att kategorisera rom då rom tillverkas i så många olika länder med sina egna regelverk. Därför förekommer olika typer av rom beroende på var den producerats, (se olika stilar ovan) där det är de lokala bestämmelserna och traditionerna som bestämmer hur slutprodukten blir. Man kan däremot säga att rom som kommer från Kuba och Puerto Rico för det mesta är lättare till smaken, medan rom som härstammar från Haiti eller Martinique, s.k. rhum agricole, smakar mer av sockerrör. Den kraftfullaste rommen, ofta med lite spets, kommer från t.ex. Jamaica. (Brittisk stil) Föredrar man mer av vaniljtoner, torkad frukt och med en mindre "spritig" framtoning, kan man välja rom från t.ex. Guatemala eller Venezuela, vilka dock oftast innehåller tillsatt socker.

### Olika typer av rom

#### Ljusa romvarianter (Lagrad eller olagrad)
- Ljus rom kan även kallas Vit (White) eller Silver. Ljus rom renas och blandas innan destilleringen för att sedan lagras på fat av rostfritt stål i upp till ett år. Efteråt filtreras de oftast med kolfilter för att drycken ska bli helt klar. De har en söt och len, lite diskret romsmak, särskilt de som filtrerats, vilket gör att den är väldigt lik Vodka till sättet. Detta gör att de används som drinkingrediens.

- Smaksatt rom är oftast en ljus rom smaksatt med olika krydd- eller fruktsmaker, exempelvis hallon, mango eller apelsin. Dessa har tillkommit på senare tid för att konkurrera med andra smaksatta spritsorter, exempelvis smaksatt vodka. Några exempel är Bacardi Razz och Captain Morgan's Parrot Bay eller Chairman's Reserve Spiced.

#### Mörka romvarianter
En viktig sak att tänka på att mörk rom inte måste innebära att rommen är lagrad. Den kan ha lagrats eller så har man tillsatt färgämen som sockerkulör (E150). 
- Lagrad rom är rom som lagrats på fat under längre tid och brukar få tillnamn såsom Reserva, Añejo eller en siffra baserat på hur många år den lagrats. För att säkra en liknande smak år efter år blandar man ofta olika årgångar och upplagor. Dessa dricker man som en avec, till exempel till kaffet, gärna i en liten konjakskupa eller i ett litet tulpanformat glas. Exempel kan vara Havana Club Añejo 7 años, Doorly's 12 yo eller Appleton Estate Reserve. Det är i denna kategori man hittar riktigt fina destillat.

- Svart rom heter oftast Black eller Black label. Är ännu mörkare än gyllene rom. (Se nedan.) Denna variant lagras och ofta med tillsatt karamelliserat socker för att ge en ännu mörkare ton. Till smaken är den rikare och mer karamellaktig. Ibland kan man även smaka spår av olika kryddor. Används även i olika drinkar och är den romsort som används mest i matlagning.

- Gyllene rom omnämns för det mesta som Gold eller Amber. Rom som lagrats en kortare tid och därför har en mer gyllene färg. Den får vanligen ytterligare smak genom kryddning och färgämnen.

## Historia

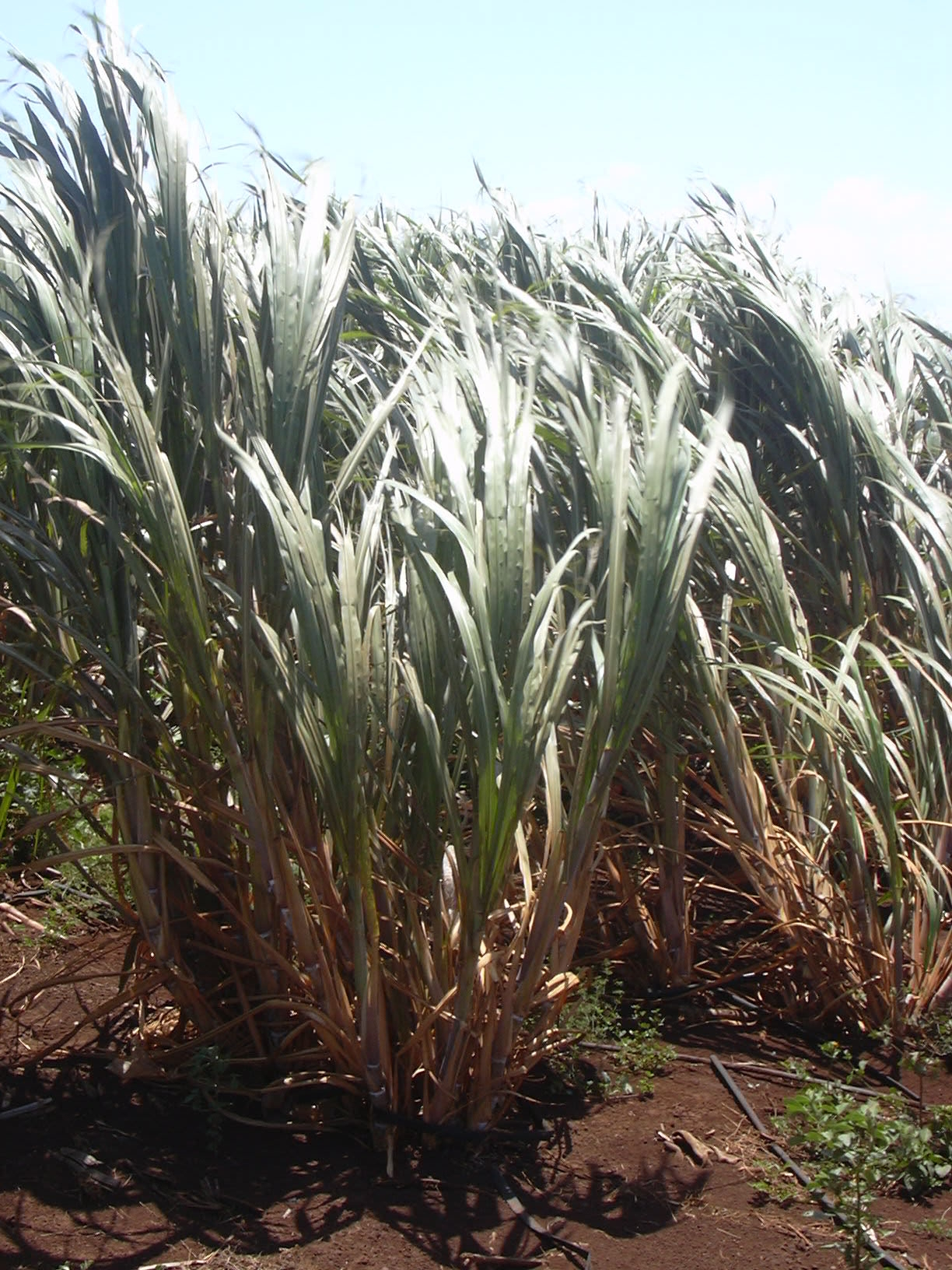
Sockerrörsplantor.

### Rommens tidiga ursprung
Christoffer Columbus hämtade med sig sockerrörsplantor från Kanarieöarna och introducerade dessa på ön Hispaniola i Västindien på sin andra amerikanska resa år 1493. Den karibiska övärlden visade sig idealisk för odling av plantorna och sockerproduktion blev snart en stor näring på öarna. Sockerframställningen genererade en stor mängd melass och snart fann man att om man blandade melassen med vatten och lät den stå framme i solen började den fermenteras. Detta ledde till att man på 1600-talet började destillera denna restprodukt till en dryck av högre alkoholhalt. Drycken kom i de Engelska kolonierna att kallas för Kill Devil eller rumbullion, som med åren blev nerkortat till dagens Rum, vilket på svenska har blivit till Rom. 

### Användningsområden
Drycken användes i området som en universalkur mot alla möjliga sjukdomar och krämpor. Den såldes även billigt av lokala köpmän till örlogsfartyg för att uppmuntra deras närvaro och därmed avskräcka eventuella pirater i trakten. Efter att Jamaica år 1655 hamnat under brittiskt styre, kom rom så småningom att bli standard i den Engelska flottans dagliga spritranson på sina fartyg. Efter ett tag minskade man ransonen genom att spä ut den med hälften vatten, vilket resulterade i en dryck som man kallade för grog (på svenska grogg). Denna tradition slutade engelska flottan med år 1970 och sista dagen (31 juli) kallas Black Tot Day.

### Spridning
Rom spred sig efter det med handelsfartygen och blev en väldigt populär dryck i både Nordamerika och Storbritannien, där den på 1800-talet ersatte gin som den populäraste spritdrycken. Men när man i Europa lärde sig att utvinna socker ur sockerbetor minskade efterfrågan på karibiskt socker och i och med det minskade även mängden melass som producerades. Detta ledde till en minskning av produktionen av rom och dess spridning begränsades mest till områden där man odlade sockerrör.
I modern tid har däremot rom återigen fått stor spridning, mycket tack vare den internationella turismen, som fick många resande som sökte sig till varmare breddgrader att återupptäcka drycken.
Rom tillverkas till och med i Sverige av tex Vivsta Destilleri utanför Sundsvall eller HARREL utanför Norrköping.
Svensk Punsch är en typ av romlikör med ett EU-skydd.

## Kända märken
- Arehucas (Kanarieöarna)
- Appleton (Jamaica)
- Bacardi (Internationellt märke)
- Barracuda rum
- Botran (Guatemala)
- Brugal (Dominikanska republiken)
- Caroni (Trinidad) (Nedlagt)
- Centanario (Costa Rica)
- Chairman's Reserve / Saint Lucia Distillers (Saint Lucia)
- Captain Morgan (US Virgin Islands)
- Clément (Martinique)
- Cruzan
- Dillon
- Diplomático (Venezuela)
- Foursquare Distillery / Doorly's (Barbados)
- Hampden Estate (Jamaica)
- Havana Club (Kuba)
- Matusalem
- Mount Gay (Barbados)
- Negrita
- Plantation (Internationellt märke / buteljeras i Frankrike)
- Rhum J.M (Martinique)
- Ron Zacapa Centenario (Guatemala)
- Saint James
- Smith & Cross (Jamaica)
- Tanduay (Filippinerna)
- Worthy Park (Jamaica)

## Kända romdrinkar
- Café Calypso
- Caipirissima
- Cuba Libre
- Daiquiri
- Fidel Castro
- Long Island Ice Tea
- Mai Tai
- Mojito
- Monte cristo, en variant av caipirinha
- Piña Colada
- Planter's Punch